# Apias
Apias is een geslacht van kreeftachtigen uit de klasse van de Malacostraca (hogere kreeftachtigen).

## Soort
- Apias pubescens (Dana, 1852)